# Kistler K-1

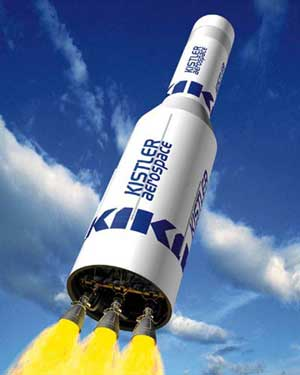
Ilustração do lançamento do K-1.

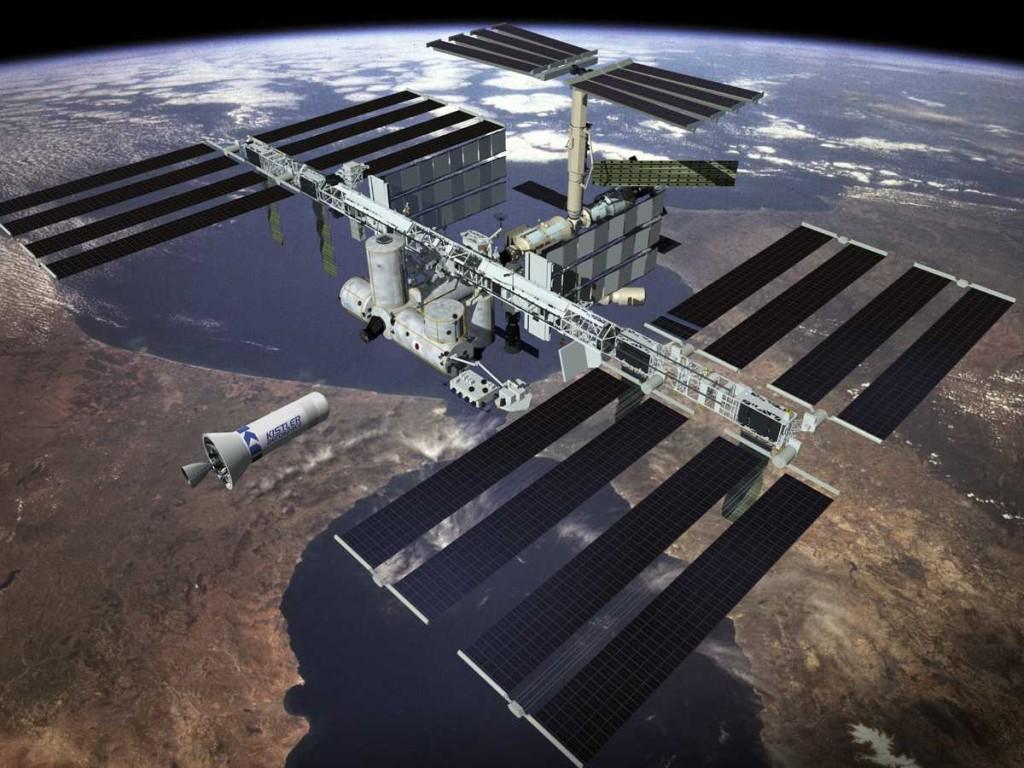
Ilustração do K-1 se aproximando da ISS.

O veículo Kistler K-1 foi um veículo em desenvolvimento pela Rocketplane Kistler.
Tinha a missão de levar recursos para a ISS.